# Waoranec
Waoranec, jedno od malenih plemena Munsee ili Unami Indijanaca koje je u vrijeme prvih kontakata s Europljanima živjelo na Esopus Creeku u okrugu Ulster u američkoj državi New York. Swanton ih pripisuje Unamima, a Hodge skupini Esopus s plemenima Catskill, Mamekoting, Warranawonkong i Wawarsink.